# Оксикодон/парацетамол
Оксикодон/парацетамол, также известный, как оксикодон/ацетаминофен и продаваемый под торговой маркой Percocet, среди прочих, представляет собой комбинацию опиоидного оксикодона с парацетамолом (ацетаминофеном), используемую для лечения умеренной и сильной кратковременной боли. Он выпускается в формах с немедленным и пролонгированным высвобождением. Принимается внутрь.
Распространенные побочные эффекты включают: тошноту и головокружение. Другие побочные эффекты могут включать: привыкание, сонливость, зуд, запор, анафилаксию, низкое кровяное давление и затрудненное дыхание. Использование во время беременности может привести к опиоидной абстиненции у ребенка.
Комбинация была одобрена для медицинского применения в Соединенных Штатах в 1976 году. В Соединенных Штатах это контролируемое вещество II порядка. Он доступен как дженерик. В Соединенных Штатах 90 таблеток стоят около 22 долларов США по состоянию на 2020 год.